# Slayers
Slayers (スレイヤーズ?, Sureiyāzu) è una serie di light novel scritta da Hajime Kanzaka e illustrata da Rui Araizumi. La serie è pubblicata a puntate sulla rivista Dragon Magazine di Fujimi Shobō dal 1989 e segue le vicende della giovane maga Lina Inverse, del suo seguito di compagni e delle loro avventure. La storia si svolge in un mondo fantasy dove la magia occupa un ruolo fondamentale. Slayers mantiene un tono prevalentemente umoristico, che poi lentamente diventa sempre più serio con il progredire della storia.
L'opera originale ha ispirato numerose serie di light novel spin-off e prequel, così come anime, manga, videogiochi e giochi di ruolo. L'anime si compone di cinque serie televisive, di cui le prime tre Slayers, Slayers Next e Slayers Try realizzate tra il 1995 e il 1997 da E&G Films che si compongono di 26 episodi ciascuna per un totale di 78 puntate, trasmesse su TV Tokyo. Infine la quarta e la quinta realizzate da J.C.Staff tra il 2008 e il 2009, Slayers Revolution e Slayers Evolution, di 13 episodi ciascuna, per un totale di 104 puntate. Alle serie televisive hanno fatto seguito numerosi OAV e film, ambientati prima degli eventi televisivi e in cui Lina è accompagnata da una maga assillante e presuntuosa di nome Naga.
L'adattamento italiano della serie televisiva è stato curato da Mediaset, che ne ha modificato il titolo in Un incantesimo dischiuso tra i petali del tempo per Rina per le prime tre serie, trasmettendone una versione pesantemente censurata su Italia 1 tra l'agosto 1997 e l'aprile 1998. Dal 5 ottobre 2009 è andata in onda su Hiro la 4ª stagione con il titolo originale, stesso discorso per la quinta trasmessa a partire dal 31 ottobre 2009. Nel 2004 Shin Vision editò nuovamente la prima serie con il titolo Slayers, per la pubblicazione in DVD con i nomi originali, adattamento fedele e un cast di voci diverso. I film e gli OAV della serie sono stati pubblicati in Italia da Yamato Video nel 1999 con adattamento fedele ma mantenendo il cast di voci e i nomi dei personaggi uguali a quelli della serie TV. Questi sono stati poi trasmessi sul canale di Sky Man-ga nel settembre 2011.

## Ambientazione
Nell'universo di Slayers esiste un essere supremo, né buono, né malvagio, chiamato Signore degli Incubi («Lord of Nightmares») o Mare del Caos (tradotto nell'adattamento italiano anche con Oceano del Caos), che ha creato l'universo. Quattro pilastri sorgono dal Mare del Caos, ognuno che regge uno dei quattro universi esistenti. In ogni mondo ci sono divinità (Shinzoku) e demoni (Mazoku), che si combattono senza fine. Se gli dei dovessero vincere la guerra in un mondo, quel mondo sarà in pace, se dovessero vincere i demoni il mondo sarà distrutto e riportato al Caos.
Nel mondo di Lina il dio supremo è Ceiphied ("Dio Drago Oceano"), mentre il demone supremo è Shabranigdu (il "Mostro dagli Occhi di Rubino"). Circa 5000 anni fa, dopo una battaglia durata migliaia di anni, Ceipheid ha vinto la guerra e diviso il corpo di Shabranigdu in sette parti per impedirgli di tornare in vita. Comunque Ceipheid spossato dall'azione affondò nel Mare del Caos, lasciando quattro parti di sé stesso nel mondo.
Un millennio prima degli eventi di Slayers una delle parti di Shabranigdu (che era sigillata nel corpo di Lei Magnus, uno dei cinque grandi saggi, tra i più potenti stregoni di tutti i tempi) ritornò in vita ed iniziò la Guerra di Resurrezione (o Guerra dell'avvento demoniaco) contro una delle parti di Ceiphied, il Re Drago dell'Acqua (Lagulandia o Acqua Lord). Infine il pezzo di Shabranigdu vince, ma l'Acqua Lord usando quanto gli rimaneva dei suoi poteri, lo congelò sigillandolo nelle montagne di Kataart.
La magia nel mondo di Slayers si manifesta prevalentemente mediante incantesimi, suddivisi secondo l'origine dei loro poteri in magia nera, magia del caos, magia divina, magia sciamanica e magia bianca.

## Personaggi
Protagonista della storia è la giovane maga Lina Inverse (meglio nota come Rina Inverse per via del doppiaggio delle serie televisive), il cui personaggio ha portato al successo la seiyu e cantante Megumi Hayashibara, reputato il suo personaggio preferito. In quasi tutte le serie Lina è affiancata da Gourry Gabriev, compagno ma imbranato spadaccino che è innamorato di Lina; lo stregone Zelgadis Greywords, dapprima avversario e in seguito alleato di Lina; Amelia Wil Tesla Saillune, una principessa che si unirà a Lina nelle sue avventure. Negli OAV e nell'amica/rivale Naga the White Serpent, prosperosa quanto arrogante maga.
Nell'edizione su DVD della Shin Vision sono stati mantenuti i nomi originali, mentre nell'adattamento Mediaset destinato alle trasmissioni televisive delle prime tre serie animate i nomi sono stati leggermente modificati.

## Media

### Light novel
Le light novel scritte da Hajime Kanzaka ed illustrate da Rui Araizumi che, grazie al loro successo, hanno dato successivamente origine al manga ed all'anime.

#### Slayers
Le light novel da cui saranno tratte le serie TV di Slayers e Slayers Next.
| Nº | Titolo italiano (traduzione letterale) Giapponese 「Kanji」 - Rōmaji           | Data di prima pubblicazione            | Data di prima pubblicazione |
| Nº | Titolo italiano (traduzione letterale) Giapponese 「Kanji」 - Rōmaji           | Giapponese                             |                             |
| 1  | Slayers! 「スレイヤーズ！」 - Sureiyāzu!                                       | 17 gennaio 1990 ISBN 4-8291-2345-1     |                             |
| 2  | Il mago di Atlas 「アトラスの魔道士」 - Atorasu no madōshi                     | 20 agosto 1990 ISBN 4-8291-2369-9      |                             |
| 3  | Il fantasma di Sairaag 「サイラーグの妖魔」 - Sairaagu no yōma                 | 18 febbraio 1991 ISBN 4-8291-2388-5    |                             |
| 4  | Caos nella città sacra 「聖王都動乱」 - Hijiri toshi dōran                     | 17 ottobre 1991 ISBN 4-8291-2412-1     |                             |
| 5  | La bestia magica argentata 「白銀の魔獣」 - Shirogane no majū                  | 13 luglio 1992 ISBN 4-8291-2454-7      |                             |
| 6  | L'oscurità di Vezendi 「ヴェゼンディの闇」 - Bezendi no yami                   | 12 marzo 1993 ISBN 4-8291-2495-4       |                             |
| 7  | La sfida del Drago del Caos 「魔竜王の挑戦」 - Maryuuou no chōsen              | 10 dicembre 1993 ISBN 4-8291-2536-5    |                             |
| 8  | Il sovrano della città fantasma 「死霊都市の王」 - Shiryou toshi no ō          | 28 luglio 1994 ISBN 4-8291-2575-6      |                             |
| 9  | La spada magica di Bezeld 「ベゼルドの妖剣」 - Bezerudo no yōken               | 20 giugno 1995 ISBN 4-8291-2633-7      |                             |
| 10 | Il complotto di Solaria 「ソラリアの謀略」 - Soraria no bōryaku                | 21 dicembre 1995 ISBN 4-8291-2658-2    |                             |
| 11 | L'ossessione di Crimson 「クリムゾンの妄執」 - Kurimuzon no mōshū              | 25 luglio 1996 ISBN 4-8291-2693-0      |                             |
| 12 | La manovra dell'esercito Dynast 「覇軍の策動」 - Hagun no sakudō               | 18 aprile 1997 ISBN 4-8291-2740-6      |                             |
| 13 | Il segnale verso la discesa del male 「降魔への道様」 - Goma e no michishirabe | 27 novembre 1998 ISBN 4-8291-2856-9    |                             |
| 14 | L'odio di Serentia 「セレンチアの憎悪」 - Serentia no zōo                      | 21 luglio 1999 ISBN 4-8291-2904-2      |                             |
| 15 | Demon Slayers! 「デモン・スレイヤーズ！」 - Demon Sureiyāzu!                   | 10 maggio 2000 ISBN 4-8291-2966-2      |                             |
| 16 | Lancia di Atessa 「アテッサの邂逅」 - Atessa no kaigō                          | 20 ottobre 2018 ISBN 978-4-04-072905-3 |                             |
| 17 | Ritorno a distanza 「遥かなる帰路」 - Harukanaru kiro                          | 19 ottobre 2019 ISBN 978-4-04-073377-7 |                             |

#### Slayers Special
Le avventure di Lina all'epoca in cui viaggiava con Naga. Da questi sono riprese le storie alla base degli OAV e dei film.
| Nº | Titolo italiano (traduzione letterale) Giapponese 「Kanji」 - Rōmaji                                           | Data di prima pubblicazione         | Data di prima pubblicazione |
| Nº | Titolo italiano (traduzione letterale) Giapponese 「Kanji」 - Rōmaji                                           | Giapponese                          |                             |
| 1  | Il principe di Seirun 「白魔術都市の王子」 - Shiromajutsu toshi no ouji                                        | 17 luglio 1991 ISBN 4-8291-2405-9   |                             |
| 2  | Little Princess 「リトル・プリンセス」 - Ritoru Purinsesu                                                      | 16 marzo 1992 ISBN 4-8291-2431-8    |                             |
| 3  | L'avventura di Naga 「ナーガの冒険」 - Naaga no bōken                                                          | 13 ottobre 1992 ISBN 4-8291-2464-4  |                             |
| 4  | Il complotto della gilda dei maghi 「魔道士協会の陰謀」 - Madōshi kyōkai no inbō                               | 11 giugno 1993 ISBN 4-8291-2506-3   |                             |
| 5  | Combatti! Nostro sommo sacerdote 「戦え！ぼくらの大神官」 - Tatake! Bokura no daishinkan                       | 12 ottobre 1993 ISBN 4-8291-2527-6  |                             |
| 6  | Abbasso sua eccellenza l'eroe! 「打倒！勇者様」 - Datō! Yūsha-sama                                             | 12 ottobre 1994 ISBN 4-8291-2431-8  |                             |
| 7  | Fatti forza negromante 「がんばれ死霊術士」 - Ganbare shiryōjutsushi                                           | 17 gennaio 1995 ISBN 4-8291-2604-3  |                             |
| 8  | Il futuro da temere 「恐るべき未来」 - Osorubeki mirai                                                         | 20 luglio 1995 ISBN 4-8291-2637-X   |                             |
| 9  | Il viaggio di Iriz 「イリーズの旅路」 - Iriizu no tabiji                                                       | 19 aprile 1996 ISBN 4-8291-2681-7   |                             |
| 10 | È duro essere la dea della distruzione 「破壊神はつらいよ」 - Hakaijin wa tsurai yo                            | 25 ottobre 1996 ISBN 4-8291-2711-2  |                             |
| 11 | Scatta! La diligenza 「激走！乗合馬車」 - Gekisou! Noriai basha                                                | 18 luglio 1997 ISBN 4-8291-2759-7   |                             |
| 12 | La cameriera potrebbe aver visto 「家政婦は見たかもしんない」 - Kaseifu wa mitakamo shinnai                    | 16 dicembre 1997 ISBN 4-8291-2789-9 |                             |
| 13 | Che noia se rispetti 「仰げば鬱陶し」 - Aogeba uttōshi                                                         | 17 luglio 1998 ISBN 4-8291-2826-7   |                             |
| 14 | Hunted Knight? 「ホーンテッド・ナイト？」 - Hōnteddo Naito?                                                    | 13 ottobre 1999 ISBN 4-8291-2923-9  |                             |
| 15 | Il taccuino degli avvenimenti di April 「エイプリルの事件簿」 - Aipuriru no jikenbo                            | 14 luglio 2000 ISBN 4-8291-2983-2   |                             |
| 16 | Scrambled Grill 「スクランブル・グリル」 - Sukuranburu Guriru                                                  | 20 dicembre 2000 ISBN 4-8291-1316-2 |                             |
| 17 | Piccola ed intensa melodia 「小さな濃いメロディ」 - Chiisana koi Merodi                                        | 20 giugno 2001 ISBN 4-8291-1362-6   |                             |
| 18 | Lotta per la successione di Ranger della Foresta 「跡継騒動 森林レンジャー」 - Atotsugi Soudou! Shinrin Renjaa | 20 dicembre 2001 ISBN 4-8291-1398-7 |                             |
| 19 | Lunatic Festival 「るなてく・へすてばる」 - Runateku Hesutebaru                                                | 18 luglio 2002 ISBN 4-8291-1450-9   |                             |
| 20 | Missione Possibile 「ミッション・ポシブル」 - Misshon Poshiburu                                                | 20 febbraio 2003 ISBN 4-8291-1498-3 |                             |
| 21 | Colui il cui nome era Weet Patata 「汝その名はスイートポテト」 - Nanji, sono na wa Suiito Poteto               | 19 agosto 2003 ISBN 4-8291-1544-0   |                             |
| 22 | G Hunter Volks 「Ｇハンター・フォルクス」 - Goburin Hantaa Forukusu                                            | 20 febbraio 2004 ISBN 4-8291-1589-0 |                             |
| 23 | Break of Destiny 「ブレイク・オブ・ディスティニー」 - Bureiku obu Desutenii                                    | 20 ottobre 2004 ISBN 4-8291-1654-4  |                             |
| 24 | La minaccia del regno sotterraneo 「地底王国の脅威」 - Chitei ōkoku no kyōi                                    | 20 aprile 2005 ISBN 4-8291-1710-9   |                             |
| 25 | Incoraggiamento della cavalleria 「騎士道のススメ」 - Kishi-dō no susume                                       | 20 ottobre 2005 ISBN 4-8291-1763-X  |                             |
| 26 | Missing Saint 「ミッシング・セイント」 - Misshingu Seinto                                                      | 20 aprile 2006 ISBN 4-8291-1811-3   |                             |
| 27 | Stamp to kill 「スタンプ・トゥ・キル」 - Sutanpu tu Kiru                                                       | 20 luglio 2006 ISBN 4-8291-1839-3   |                             |
| 28 | Potion Scramble 「ポーション・スクランブル」 - Pōshon Sukuranburu                                              | 20 gennaio 2007 ISBN 4-8291-1893-8  |                             |
| 29 | Princia, la vecchia maga 「魔法の老女プリンシア」 - Mahō no rōjo Purinshia                                     | 20 luglio 2007 ISBN 4-8291-1944-6   |                             |
| 30 | La pallottola d'argento 「白銀の弾丸」 - Hakugin no dangan                                                     | 19 gennaio 2008 ISBN 4-8291-3258-2  |                             |

#### Slayers Delicious
Prequel alla serie di Slayers.
| Nº | Titolo italiano (traduzione letterale) Giapponese 「Kanji」 - Rōmaji                                         | Data di prima pubblicazione       | Data di prima pubblicazione |
| Nº | Titolo italiano (traduzione letterale) Giapponese 「Kanji」 - Rōmaji                                         | Giapponese                        |                             |
| 1  | La grande campagna della moda della piccola Lina 「りなちゃん♥おしゃれ大作戦」 - Rina-chan oshare daisakusen | 6 marzo 1997 ISBN 4-0470-0142-2   |                             |
| 2  | La foresta dei maghi 「呪術士の森」 - Jujutsushi no mori                                                     | 10 luglio 1997 ISBN 4-0470-0177-5 |                             |
| 3  | Il monte dei giganti 「巨大生物の山」 - Kyoudai seibutsu no yama                                             | 31 luglio 1998 ISBN 4-0470-0248-8 |                             |
| 4  | Lunatec Estebal 「るなてく・へすてばる」 - Runateku Esutebaru                                                | 12 luglio 1999 ISBN 4-0470-0278-X |                             |

#### Slayers VS Orphen
Crossover tra Slayers e Lo stregone Orphen.
| Nº | Titolo italiano (traduzione letterale) Giapponese 「Kanji」 - Rōmaji | Data di prima pubblicazione       | Data di prima pubblicazione |
| Nº | Titolo italiano (traduzione letterale) Giapponese 「Kanji」 - Rōmaji | Giapponese                        |                             |
| 1  | Slayers VS Orphen 「スレイヤーズVSオーフェン」 - Sureiyāzu VS Ōfen   | 28 giugno 2005 ISBN 4-8291-7584-2 |                             |

### Manga

Copertina del primo volume dell'edizione italiana del manga Slayers, raffigurante i protagonisti Lina e Gourry

Dalla serie di romanzi sono stati tratti anche diversi manga che fungono da adattamento all'opera originale.
La prima serie è intitolata semplicemente Slayers, disegnata da Rui Araizumi (già illustratore delle light novel omonime) e serializzata nel corso del 1995 sulla rivista Dragon Magazine edita da Kadokawa Shoten per poi essere raccolta in un volume tankōbon. In Italia venne pubblicata da Panini Comics sotto l'etichetta Planet Manga nella collana Manga Top nei numeri 12 e 13, usciti rispettivamente nel luglio e agosto 1999.
Una seconda serie, omonima delle precedente, venne illustrata da Shoko Yoshinaka e serializzata dal 1995 al 2000 sempre su Dragon Magazine. I capitoli sono stati poi raccolti in otto volumi tankōbon. In Italia venne distribuito da Panini Comics nella collana Manga Top della prima serie, tra febbraio 1998 e giugno 1999. Per poter attendere la pubblicazione degli episodi giapponesi c'è stata una pausa di otto mesi tra il numero 9 ed il 10.
La terza serie, intitolata The Slayers - Le nuove avventure e che funge da adattamento dei romanzi Slayers Special, è stata disegnata da Tommy Ohtsuka e serializzata dal maggio 2000 al settembre 2001 su Dragon Magazine. La storia è stata poi raccolta in quattro volumi tankōbon. In Italia è giunta sempre tramite Panini Comics sempre nella collana Manga Top dal 3 ottobre 2002 al 4 dicembre 2003.
Altri manga ad opera di Tommy Ohtsuka e serializzati su Dragon Magazine furono The Slayers Premium (marzo 2002, adattamento del film Slayers Premium e raccolto in un volume tankōbon) e uscito in Italia nuovamente per conto di Panini Comics, Slayers: Knight of Aqua Lord (aprile 2003-febbraio 2005, raggruppato in sei volumi tankōbon), quest'ultimo inedito in Italia.
Arrivarono anche Slayers Light Magic scritto da Yoshijiro Muramatsu e illustrato da Shin Sasaki e serializzato dal 26 luglio 2008 al 26 aprile 2009 su Kerokero Ace (raccolto in due volumi tankōbon) e Shin Slayers - Falces no Sunadokei disegnato da Asahi e pubblicato dal 28 luglio al 28 agosto 2008 su Monthly Dragon Age, quest'ultimo distribuito in un solo volume tankōbon.
Le opere più recenti sono invece Slayers Revolution e Slayers Evolution, adattamenti delle omonime serie animate a cura di Issei Hyōju e serializzati rispettivamente dal dicembre 2008 e giugno 2009 su Monthly Dragon Age. Entrambe le serie sono state raccolte in un volume tankōbon a testa.

### Anime

#### Serie TV

Logo originale della prima serie anime

La serie animata è suddivisa in cinque serie dirette da Takashi Watanabe: le prime tre composte da 26 episodi ciascuna, mentre le altre due da 13 episodi ciascuna. Le prime due serie Slayers e  Slayers Next sono basate sui romanzi Slayers, mentre la terza serie è stata composta originalmente per la TV. In Italia le prime tre serie sono state accorpate in una sola.

##### Trasmissione
La prima serie Slayers (スレイヤーズ?, Sureiyāzu) è stata trasmessa in Giappone da TV Tokyo per ventisei episodi dal 7 aprile al 29 settembre 1995 e in Italia su Italia 1 dal 13 agosto 1997. Le sigle originali sono rispettivamente Get Along (apertura) e Kujikenaikara! (chiusura) entrambe cantate da Megumi Hayashibara e Masami Okui.
La seconda serie, Slayers Next (スレイヤーズ NEXT?, Sureiyāzu NEXT) è stata trasmessa in Giappone da TV Tokyo per ventisei episodi dal 5 aprile al 27 settembre 1996 e in Italia su Italia 1 dal 12 settembre 1997, subito dopo la conclusione della prima. Le sigle originali sono Give a Reason (apertura) e Jama wa sasenai (chiusura) entrambe di Megumi Hayashibara.
La terza serie, Slayers Try (スレイヤーズ TRY?, Sureiyāzu TRY) è stata trasmessa in Giappone da TV Tokyo per ventisei episodi dal 4 aprile al 26 settembre 1997 e in Italia su Italia 1 fra marzo e aprile 1998. Le sigle originali sono Breeze (apertura) e Don't Be Discouraged (chiusura, ep. 1-25) di Megumi Hayashibara. Nell'episodio 26 invece è stata impiegata Somewhere cantata da Hōko Kuwashima come sigla di chiusura. A differenza delle due serie precedenti questa non è tratta dai romanzi originali di Kanzaka, ma è stata realizzata esclusivamente per la televisione. Tuttavia, nel 1997, ha goduto di un adattamento in versione anime comic composto da 5 tankōbon.
La quarta serie, Slayers Revolution (スレイヤーズ REVOLUTION?, Sureiyāzu REVOLUTION) è stata trasmessa in Giappone da TV Tokyo per tredici episodi dal 2 luglio al 24 settembre 2008 e in Italia su Hiro dal 5 al 17 ottobre 2009 e replicata in chiaro su Italia 2 dal 13 al 29 maggio 2013. Le sigle adoperate sono Plenty of Grit (apertura) e Revolution (chiusura) di Megumi Hayashibara.
La quinta serie, Slayers Evolution (スレイヤーズ EVOLUTION－R?, Sureiyāzu EVOLUTION－R, lett. "Slayers Evolution-R") è stata trasmessa in Giappone da TV Tokyo per tredici episodi dal 12 gennaio al 6 aprile 2009 e in Italia su Hiro dal 31 ottobre al 14 novembre dello stesso anno. In chiaro la serie è stata trasmessa dal 30 maggio al 14 giugno 2013 su Italia 2. Le sigle sono Front Breaking (apertura), Sunadokei (砂時計?) (chiusura, ep. 1-12) e JUST BEGUN (chiusura, ep. 13) tutte e tre interpretate da Megumi Hayashibara. Il titolo di questa stagione era inizialmente pensato come Slayers Glory.

##### Trama
In Slayers, Lina, una maga che pratica magia nera, incontra, dopo aver rapinato una banda di ladri come al suo solito, Gourry, uno spadaccino che si offre come guardia del corpo per la ragazza, che gli appare gracile e indifesa. Da allora i due non si separeranno più. Pochi giorni dopo dei misteriosi personaggi si interessano a ciò che la ragazza aveva rubato in precedenza, e fra di essi vi è uno sciamano di nome Zelgadis. L'essere una volta umano, ma ormai trasformato completamente in pietra, con i suoi sottoposti cercherà in tutti i modi di ottenere un oggetto: inizialmente cercando di comprare tutta la refurtiva, poi usando la forza. Intanto Lina scopre che l'oggetto stregato è una piccola statua di oricalco, e più volte in pericolo verrà salvata anche dal suo compagno possessore della Spada di Luce.
Nella seconda serie, Slayers Next, vengono presentati nuovi personaggi fra cui Xellos, un misterioso monaco dall'eterno sorriso sulle labbra e Martina, principessa del regno di Zoana che sin dalla prima puntata cerca di vendicarsi dell'umiliazione patita. Ritroviamo i quattro protagonisti in diverse avventure che sembrano scollegate, fino a quando non si viene a conoscenza di uno strano individuo completamente avvolto in bende. Si scopre in seguito che era un demone al servizio di Garv, un potente demone interessato ai poteri di Lina. A questo punto si scopriranno le intenzioni di Xellos, che deve difendere la ragazza dai ripetuti attacchi dei demoni, tutto questo per facilitare il suo superiore Phibrizzo.
Nella terza serie, Slayers Try, la storia è incentrata su Valgarv, un drago ultimo della sua specie sterminata dai draghi dorati, accolto da Garv come suo più potente allievo e trasformato in un demone. Il suo rancore diventerà una minaccia per l'intero mondo e Xellos si unirà a Lina e compagni per cercare di difenderlo. Inizialmente il divoratore di mondi si appresta ad entrare nella dimensione di Slayers ma poi si fonderà proprio con Valgarv e soltanto la purezza di Filia, un altro nuovo personaggio, farà in modo di cancellare l'odio del mezzodrago facendolo tornare cucciolo.
Nella quarta serie, Slayers Revolution, Lina viene sospettata per la distruzione di alcuni carri armati immuni alla magia appartenenti al regno di Ruvingard. Viene così inseguita dall'Ispettore Wizer Freion. Scoprono che i carri armati vengono in realtà distrutti da Pokota, un animaletto con grosse orecchie in grado di lasciare ogni sorta di incantesimo compreso il Dragon Slave. Pokota distrugge i carri armati perché vuole impedire al Regno di Ruvingard (nello specifico alla marchesa Gioconda) di usarli. Il progetto di questi carri è stato rubato da Duclis (un uomo tigre) al regno di Taphorasia, la patria di Pokota e dello stesso Duclis. Il regno di Taphorasia è nascosto nelle nebbie e pochi sanno come arrivarci, la sua popolazione è stata congelata perché gravemente malata. Pokota è alla ricerca di colui che l'ha congelata (Rezo il Prete Rosso) perché la cura è stata trovata. Duclis però vuole vendicarsi dei regni che non hanno aiutato Taphorasia e risveglia la bestia Zanaffar, ingrediente base dei carri armati e dell'armatura di Gioconda. Zanaffar guidato da Duclis marcia verso Saillune ma Lina, Gourry, Zelgadis, Amelia, Sylphiel, Pokota e Philionel riusciranno a fermarli.
Nella quinta serie, Slayers Evolution, dopo la distruzione di Zanaffar, Lina e i suoi compagni vanno alla ricerca del misterioso Vaso del Signore degli Inferi. Questo vaso sembra contenere l'anima di Rezo. Dopo l'apparizione fugace di un'armatura contenente l'anima di Naga (che non ricorda chi sia), Lina viene invitata a recarsi a Vezendi da Zuuma, l'assassino che da Revolution cerca di uccidere Lina. Se non si fossero presentati qualcuno sarebbe morto. A Vezendi vengono assunti come guardie del corpo di un ricco mercante, Radok. Si scopre presto che proprio Radok è Zuuma. Al termine di uno scontro sanguinoso questo viene finito da Xellos, Lina viene in possesso del vaso contenente l'anima di Rezo. Pokota è deciso a resuscitare il Prete Rosso e porta il vaso a Taphorasia. Rezo ha bisogno di un corpo per resuscitare e Pokota gli cede il suo. Rezo libera gli abitanti di Taphorasia dalle loro bare di cristallo ma assieme al prete è stata resuscitata la parte di Shabranigdu, il demone dagli occhi di rubino. Il demone attacca Lina che lo aveva sconfitto nella prima serie e lei, pur avendo qualche remora decide di finirlo con un Giga Slave. Pokota immobilizza il demone liberando la sua anima dal pupazzo e rivendicando il suo corpo e Rezo, poco prima di morire, salva Pokota rispedendo la sua anima nel pupazzo.

##### Edizione italiana dell'anime
In Italia, le prime tre serie sono state acquistate da Mediaset, che le ha trasmesse su Italia 1 sotto forma di un unico anime dal titolo Un incantesimo dischiuso tra i petali del tempo (poi cambiato in Un incantesimo dischiuso tra i petali del tempo per Rina). La prima serie è stata trasmessa in prima TV nell'agosto 1997, la seconda a settembre 1997, mentre la terza a marzo 1998. L'edizione italiana è stata pesantemente censurata, con diverse scene tagliate e sostituite da fermi immagine e ripetizioni di inquadrature precedenti, ed audio edulcorato. In aggiunta, gli episodi 50, 51 e 52 sono stati accorpati in un unico episodio eliminando moltissime scene, possibilmente per terminare la programmazione in anticipo per motivi di palinsesto. Nonostante ciò, questi episodi sono stati doppiati completamente dalla Deneb Film (con censure analoghe a quelle delle puntate precedenti), e infatti sono andati in onda per la prima volta in forma distinta nelle repliche su Italia Teen Television del 2003 e successivamente riproposti su altri canali Mediaset, ovvero Hiro, Italia 2 e nuovamente Italia 1.
Dal 1997 fino alle trasmissioni su Hiro del 2011 (e in seguito per la sola pubblicazione su Infinity), per le prime tre serie è stata utilizzata la sigla italiana Un incantesimo dischiuso tra i petali del tempo: musica di Franco Fasano, testo di Alessandra Valeri Manera, cantata da Cristina D'Avena. 
I primi 4 episodi della prima serie vennero pubblicati in una VHS da Medusa Video nella collana Bim Bum Bam Video, utilizzando lo stesso master della prima trasmissione televisiva. Nel 2004 Shin Vision iniziò una distribuzione in DVD della prima serie che presentava un nuovo doppiaggio fedele all'originale con cast differente, oltre al doppiaggio televisivo come contenuto extra: tuttavia la pubblicazione venne interrotta dopo 18 episodi e mai ripresa. In quest'ultima edizione furono ripristinate le sigle originali per il ridoppiaggio, mentre per il doppiaggio televisivo venne impiegata quella italiana ma con le immagini della sigla originale.
Anche le ultime due serie, prodotte tra il 2008 e il 2009, sono state acquistate dalla Mediaset, che le ha trasmesse nel 2009 sul canale a pagamento Hiro, senza censure video e con lievi cambiamenti nell'audio, con i titoli originali e con un doppiaggio che mantiene le voci delle prime tre serie. Per la versione italiana della quarta e quinta serie sono state mantenute le sigle originali, con gli accrediti in giapponese non tradotti (ad eccezione della schermata del titolo della serie) e l'aggiunta di quelli relativi al doppiaggio italiano nella sigla finale. Esse sono rimaste inedite sulle reti in chiaro fino a maggio 2013, ossia fino a quando sono state trasmesse su Italia 2.
Subito dopo la prima TV in chiaro delle ultime due serie, le prime tre sono state replicate su Italia 2 a partire dal 17 giugno 2013 in versione rimasterizzata. Questa versione utilizzava il titolo The Slayers per le prime due serie e Slayers Try per la terza e ripristinava le sigle originali con i titoli in giapponese non tradotti (tuttavia tutte le sigle d'apertura risultavano tagliate nei primi secondi) e senza nemmeno gli accrediti del doppiaggio italiano. Gli episodi erano decensurati nel video, ma mantenevano il doppiaggio televisivo del 1997. La stessa versione fu replicata su Italia 1 tra ottobre e dicembre 2015 in orario notturno (limitatamente alle prime due serie).
Nello stesso periodo tutte e cinque le serie furono pubblicate anche in streaming su Infinity, con scadenza al 30 agosto 2016. In questa distribuzione, le prime tre serie erano presenti nella versione pesantemente censurata degli anni '90 con la sigla italiana; l'episodio 3 di Slayers e gli episodi 50, 51 e 52 (24, 25 e 26 di Slayers Next) erano presenti tuttavia in versione integrale. Al contrario, la quarta e la quinta serie erano presenti sulla piattaforma in versione non censurata. Su Infinity venne adottata una diversa nomenclatura che presentava il nome originale giapponese seguito da quello italiano, ottenendo così ad esempio Slayers - Un incantesimo dischiuso tra i petali del tempo per Rina per la prima serie, Slayers Next - Un incantesimo dischiuso tra i petali del tempo per Rina 2 per la seconda e così via; in particolare la quinta serie fu nominata anche Slayers Evolution-R, ripristinando la lettera "R" omessa nella versione televisiva. Solo le ultime due serie erano disponibili anche in lingua originale.
Tra agosto e ottobre 2023 le prime tre serie di Slayers vengono rese disponibili su Prime Video sul canale Anime Generation. Gli episodi sono visibili con il doppiaggio televisivo anni '90, e per i primi 18 episodi della prima serie è disponibile anche il ridoppiaggio Shin Vision del 2004.

#### Film
Dalla serie sono stati tratti anche cinque film d'animazione cinematografici, i primi quattro sono ambientati prima della serie TV, mentre Slayers Premium è ambientato durante quest'ultima.
In Italia sono usciti solo i primi tre film, editi da Yamato Video direttamente in home video nel corso del 1999 ed in seguito trasmessi sull'emittente televisiva Man-ga dal settembre 2011.
Il primo film è Slayers - Le terme di Mipross (スレイヤーズ?, Sureiyāzu), noto anche come Slayers Perfect, è uscito il 5 agosto 1995 in Giappone e nel 1999 in Italia.
Il secondo è Slayers - L'eredità degli elfi (スレイヤーズ RETURN?, Sureiyāzu Ritān, lett. "Slayers Return"), uscito il 3 agosto 1996 in Giappone e nel 1999 in Italia.
Il terzo è Slayers - La città dei Golem (スレイヤーズ ぐれいと?, Sureiyāzu Gurēto, lett. "Slayers Great"), distribuito il 2 agosto 1997 in Giappone e nel 1999 in Italia.
Il quarto è Slayers Gorgeous (スレイヤーズ ごうじゃす?, Sureiyāzu Gōjasu), proiettato il 1º agosto 1998 in Giappone.
Il quinto è Slayers Premium (スレイヤーズぷれみあむ?, Sureiyāzu Puremiamu), uscito il 22 dicembre 2001 in Giappone.

#### OAV
Sono state prodotte anche due miniserie OAV composte da tre episodi ciascuna.
La prima serie è Slayers - Storie di specchi, chimere e mammoni (スレイヤーズ すぺしゃる?, Sureiyāzu Supesharu, lett. "Slayers Special"), pubblicata in Giappone dal 25 luglio 1996 al 25 maggio 1997, mentre in Italia è uscita edita da Yamato Video nel 1999 e trasmessa per la prima volta in televisione su Man-ga dal 24 settembre 2011. La seconda è Slayers Excellent (スレイヤーズえくせれんと?, Sureiyāzu Ekuserento), pubblicata in madre patria dal 25 ottobre 1998 al 25 marzo 1999, mentre in Italia è inedita.

### Anime comic
Dal successo riscosso dalla serie animata, sono stati realizzati anche diversi anime comic, usciti in Giappone e inediti in Italia.
Il primo è Slayers RETURN, composto da un volume, che narra le vicende del film Slayers - L'eredità degli elfi, venne pubblicato nel novembre del 1996. Successivamente vennero messi in commercio anche Slayers Next, serie composta di sei numeri, pubblicati tra il dicembre 1996 e il febbraio 1997, e Slayers Try, che presenta cinque volumi, pubblicati tra il giugno e il novembre del 1997. Queste due serie adattano rispettivamente la seconda e la terza stagione dell'anime. Vennero creati anche degli anime comic di altri film ovvero: Slayers Great, anch'esso composto da un singolo volume, e adattamento di Slayers - La città dei Golem, venne lanciato sul mercato nell'ottobre del 1997 e Slayers Gorgeous, altro singolo volume che narra la storia di Slayers Gorgeous, è stato pubblicato nel novembre del 1998.

### Trasmissioni radio
Numerose furono anche i romanzi adattati come trasmissioni radio. Sono tutte inedite in Italia.
La prima serie è Slayers Extra, composta da quattro episodi, adatta i romanzi Slayers Special, andarono in onda dal 1995 al 1996. La seconda fu Slayers N'extra, che presenta sempre quattro episodi, e che adatta nuovamente i romanzi di Slayers Speciali, andarono in onda nel corso del 1997. La terza serie è Slayers Premium, presenta un singolo episodio che funge da storia extra al film omonimo, andò in onda nel 2002.
La quarta è Slayers VS Orphen, si compone di un solo episodio, adatta le avventure del romanzo crossover Slayers VS Orphen, venne mandata in onda nel 2005. La quinta è Slayers Revolution Iku REVO! Kuru EVO!, un singolo episodio presente esclusivamente come CD speciale come regalo alla rivista Dragon Magazine, uscì nel 2009. La sesta è Slayers Evolution-R - Benvenuti a Traforashia?, anche qui si tratta di una sola puntata che funga da post storia di Slayers Evolution, presenta la canzone Just Begun, venne trasmessa nel 2010.

### Videogiochi
Sono stati pubblicati anche diversi videogiochi di ruolo alla giapponese basati su Slayers. Sono tutti inediti al di fuori del Giappone.
Il primo titolo è  Slayers, uscito il 25 marzo 1994 per NEC PC-9801. Nel corso dello stesso anno venne seguito da Slayers, pubblicato il 24 giugno 1994 per Super Nintendo. Alcuni anni dopo arrivò Slayers Royal, uscito il 25 luglio 1997 per PlayStation e il 25 giugno 1998 per Sega Saturn. Successivamente venne reso disponibile Slayers Royal 2, distribuito il 3 settembre 1998 sempre per Sega Saturn e il 1º luglio 1999 per PlayStation. Sempre sulla console Sony giunse Slayers Wonderful, uscito il 22 ottobre 1998 per PlayStation.
Dopo anni di assenza, Lina e il suo gruppo sono apparsi in Heroes Phantasia, uscito il 19 gennaio 2012 per PlayStation Portable

### Gioco di ruolo
La casa editrice canadese Guardians of Order ha pubblicato nel 2004 il gioco di ruolo compatibile col d20 System dedicato a Slayers dal titolo The Slayers. In seguito venne ripubblicato, suddiviso in tre volumi BESM Slayers, BESM Slayers Next e BESM Slayers Try con un altro sistema di regole tratto da Big Eyes, Small Mouth.

## Accoglienza

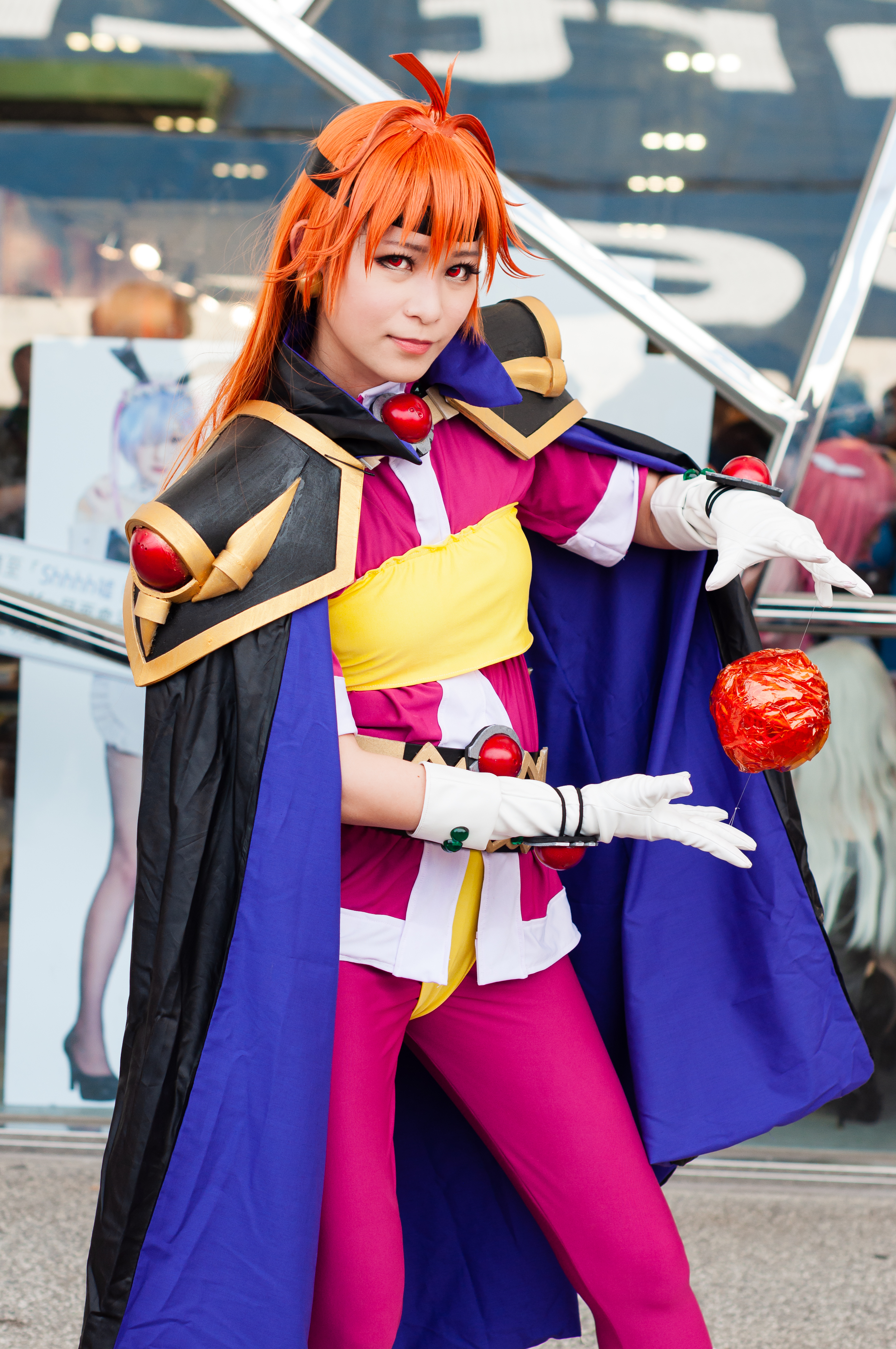
Cosplayer di Lina nel 2019.

Includendo le serie spin-off, i romanzi di Slayers hanno venduto 18 milioni di copie entro luglio 2015. Nel 2018, il numero è cresciuto fino a superare i 20 milioni di copie.
Dei vari media che compongono il franchise di Slayers, l'anime ha di gran lunga raggiunto il pubblico più vasto ed è considerato una delle serie più popolari degli anni '90. Trattandosi di una parodia del genere high fantasy, la forza trainante della serie risiede negli scenari comici  che alludono ad altri anime specifici, o più in generale ai tropi e ai cliché del genere. Per via della natura comica della serie, viene dato meno sviluppo alla trama e ai personaggi, che vengono considerati prevedibili. Tuttavia, l'attenzione della serie sull'umorismo e l'intrattenimento con l'atmosfera anime "vecchia scuola" ne fanno un classico nostalgico per molti.
Nel libro Anime Essentials: Every Thing a Fan Needs to Know, Gilles Poitras ha scritto: "Più divertente e con un aspetto meno serio dei personaggi della serie di Lodoss War, le star di Slayers offrono azione e risate". Nell'enciclopedia The Anime Encyclopedia: A Guide to Japanese Animation Since 1917, Helen McCarthy lo definì in modo simile "l'antidoto al mortalmente serio Record of Lodoss War, con un cast cinico modellato su giocatori di ruolo polemici. (...) Ridicolizzando i propri difetti, Slayers ha mantenuto con successo un forte seguito che guarda a quella che alcuni potrebbero chiamare satira mordace, con dei cattivi lavoratori che incolpano i loro mezzi.
Joseph Lustre di Otaku USA la definì "la definizione stessa di un franchise mediatica onnicomprensivo. (...) Slayers ce l'ha sicuramente nella sua memorabile formazione, e probabilmente ti lanceranno una sorta di incantesimo, indipendentemente dall'età". Paul Thomas Chapman della stessa testata ha affermato che si tratta di un "franchise la cui notevole longevità e popolarità è pari solo alla sua notevole media", specialmente per quanto riguarda i vari aspetti della serie TV, ma che attrae ancora del pubblico e lo fa tornare ad esso quando cerca un tipo di intrattenimento leggero. Nel 2013, il portale web nipponico BIGLOBE ha classificato Slayers come il ventiseiesimo anime più bello tratto da una light novel.
In Italia l'anime godette di un buon successo durante la prima trasmissione, tanto che vennero importati alcuni gadget e action figure dei personaggi principali. Arianna Giancola di Universo Fantasy trovò la serie animata come un piccolo capolavoro, trovando forse il primo esempio di fantasy che ha avuto la generazione cresciuta con Bim bum bam. Beatrice Villa di iCrewPlay trovò la serie ben strutturata, la trama si rivelava avvincente ed alternava momenti di umorismo, talvolta quasi infantile ma non per questo meno simpatico, ad altri drammatici in cui la situazione precipitava e il destino del mondo intero sembra essere appeso ad un filo. Inoltre lodò i personaggi ben disegnati, le loro emozioni e i loro sentimenti erano palpabili e trovò difficile non provare empatia e immedesimarsi in essi. Manuel Crispo di Everyeye.it citò Slayers come una delle migliori serie anime tratte dalle light novel. Alessio Modena dello stesso sito affermò che Slayers e Chi ha bisogno di Tenchi? sono state due delle serie più seguite degli anni '90. Un recensore di Nerdevil consigliò vivamente di guardare la serie per intero, includendo anche la quarta e la quinta stagione, perché alla fine dei conti ne valeva realmente la pena. Concluse trovando The Slayers un gioiellino che non andava assolutamente dimenticato, il tempo investito nella visione sarebbe stato ben speso. La doppiatrice di Lina, Emanuela Pacotto, in varie interviste, ha affermato che Slayers è il suo cartone animato preferito e quello che le piace doppiare di più, oltre a quello che le ha richiesto più lavoro vocale.

### Influenza culturale
Dal 15 gennaio al 17 febbraio 2020 sono state aperte due caffetterie nei quartieri di Akihabara a Tokyo e Nipponbashi ad Osaka dedicate all'universo di Slayers in collaborazione con Good Smile Animate Cafes.